# 久米島
26°20′28″N 126°48′18″E / 26.34111°N 126.80500°E

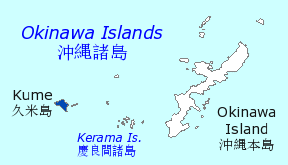
久米島於沖繩縣的位置。

久米島（日语：／ Kume-jima、琉球語：／ ），古称姑米山、古米山，為琉球列島沖繩群島的島嶼，位於那霸市西方約100公里處，島上人口約8410人。面積59.11平方公里，島周長53.31公里。全島皆屬於沖繩縣島尻郡久米島町的轄區，為沖繩縣內次於沖繩本島、西表島、石垣島、宮古島的第五大島。是著名的浮潛旅遊地點，EEF海灘分佈著許多民宿。日本職業棒球東北樂天金鷹球團在此設有訓練地。

## 自然與環境

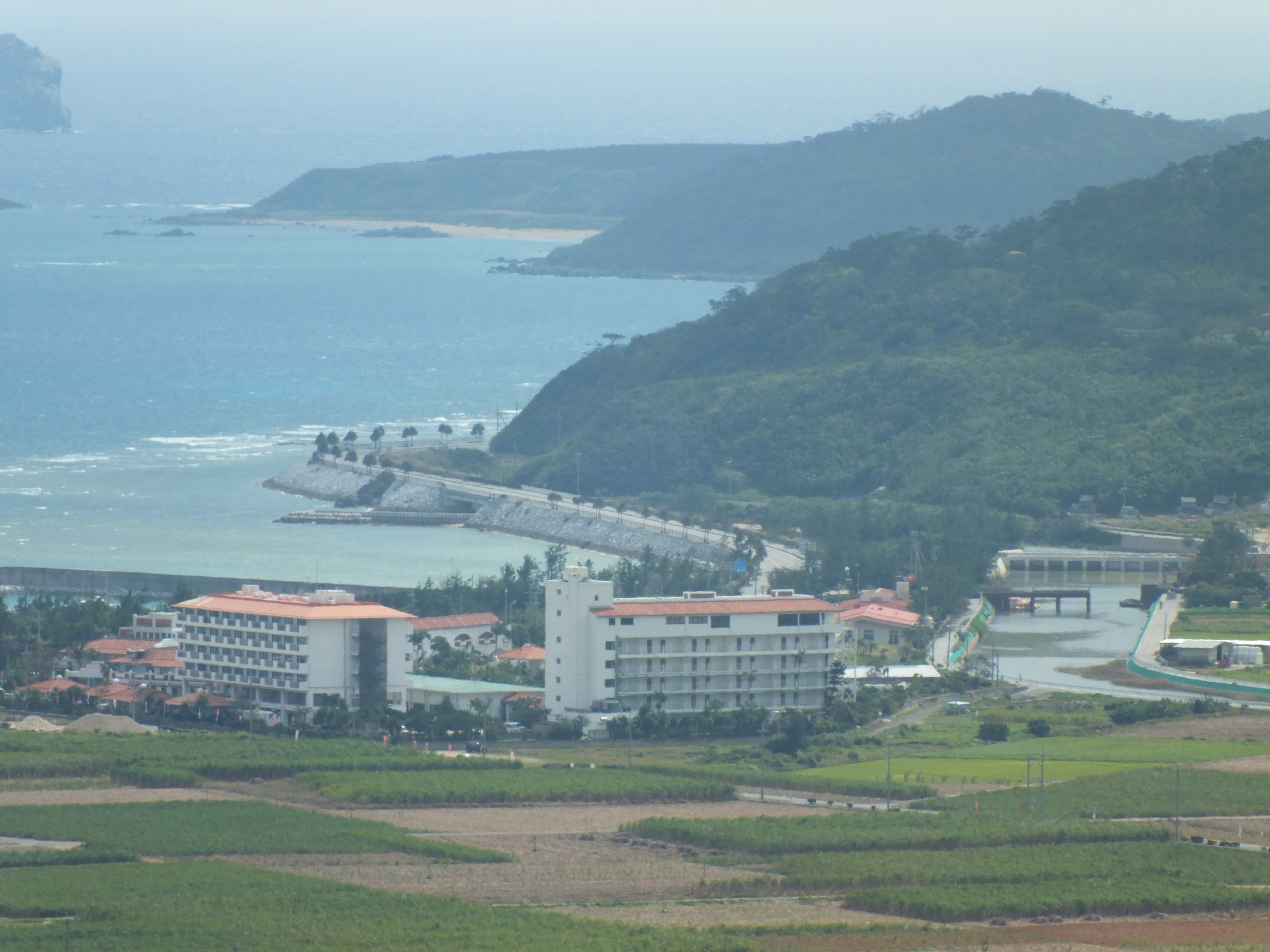
登武那覇城

久米島為火山島，島上多山，北側為宇江城山系，南側為山系。位於東部外海、綿延五公里的珊瑚礁沙洲終端海濱為著名觀光景點。水資源豐富，有白瀨河等河川，曾經盛產大米，島上多數生物與沖繩島相同，不過也有螢火蟲的特有種，現在以久米島螢火蟲館為中心正在推動保育活動。久米島上也有特有種後棱蛇屬的。另外，久米島上的日本龜殼花紋路相當特別，又稱作久米島龜殼花。
1977年2月17日，曾經測得沖繩地區唯一的正式降雪紀錄。

## 交通

### 道路
- 沖繩縣道89號久米島機場真泊線
- 沖繩縣道175號兼城港線
- 沖繩縣道242號宇根仲泊線
- 沖繩縣道245號久米島環島線

#### 巴士
- 久米島町營巴士有開設環島線、島尻線和機場線三條公車路線。
- 有非公共汽車的旅遊遊覽車。

### 渡輪
- 久米商船每日上午和下午各有一班渡輪來往久米島兼城港和沖繩島那霸港，其中上午的航班中途會短暫停留渡名喜島，每年3月至11月期間的週末，下午由兼城港出發的航班也停留渡名喜島。

### 航空
日本越洋航空（JTA）每天有一班波音737-400的班機，以及琉球空中通勤每天一班DHC-8-100，來回那霸機場與久米島機場；每年6月至9月間，日本越洋航空更加開每日一班飛往東京羽田機場的航班。

## 媒體
- FM久米島（日语：FM久米島）（89.7 MHz）